# Hemiergis peronii
Hemiergis peronii  là một loài thằn lằn trong họ Scincidae. Loài này được Gray mô tả khoa học đầu tiên năm 1831.